# Joachim Eilers
Joachim Eilers (Colonia, 2 aprile 1990) è un pistard tedesco, vincitore di due titoli mondiali, uno nel keirin e uno nel chilometro a cronometro, e di tre titoli europei.

## Palmarès
- 2009

Campionati tedeschi, chilometro a cronometro
- 2010

Campionati europei Juniores & U23, velocità a squadre Under-23 (con Philipp Thiele e Tobias Wächter)
Campionati europei Juniores & U23, keirin Under-23
- 2011

Campionati europei Juniores & U23, velocità a squadre Under-23 (con Erik Balzer e Stefan Bötticher)
1ª prova Coppa del mondo 2011-2012, velocità a squadre (Astana, con Robert Förstemann e Maximilian Levy)
- 2012

Campionati europei, velocità a squadre (con Max Niederlag e Tobias Wächter)
- 2013

Grand Prix of Poland, velocità a squadre (con Stefan Bötticher e Robert Förstemann)
Grand Prix of Poland, velocità
2ª prova Coppa del mondo 2013-2014, velocità a squadre (Aguascalientes, con René Enders e Robert Förstemann)
- 2014

Campionati europei, keirin
Campionati europei, velocità a squadre (con Robert Förstemann e Tobias Wächter)
1ª prova Coppa del mondo 2014-2015, keirin (Guadalajara)
2ª prova Coppa del mondo 2014-2015, velocità a squadre (Londra, con René Enders e Robert Förstemann)
- 2015

1ª prova Coppa del mondo 2015-2016, velocità a squadre (Cali, con René Enders e Max Niederlag)
1ª prova Coppa del mondo 2015-2016, keirin
2ª prova Coppa del mondo 2015-2016, velocità a squadre (Cambridge, con René Enders e Max Niederlag)
2ª prova Coppa del mondo 2015-2016, keirin
Classifica finale Coppa del mondo 2015-2016, keirin
- 2016

Campionati del mondo, chilometro a cronometro
Campionati del mondo, keirin
Cottbuser SprintCup, keirin
Grand Prix Deutschland, velocità a squadre (con René Enders e Max Niederlag)
Campionati tedeschi, chilometro a cronometro
- 2017

2ª prova Coppa del mondo 2015-2016, velocità a squadre (Manchester, con Robert Förstemann e Maximilian Levy)
- 2018

3ª prova Coppa del mondo 2018-2019, chilometro a cronometro (Berlino)
- 2019

Cottbuser SprintCup, chilometro a cronometro
Grand Prix Deutschland, velocità a squadre (con Timo Bichler e Stefan Bötticher)
- 2020

6ª prova Coppa del mondo 2019-2020, keirin (Milton)
- 2021

Dudenhofen Sprint Meeting, velocità

## Piazzamenti

### Competizioni mondiali
- Campionati del mondo

Ballerup 2010 - Chilometro a cronometro: 16º
Apeldoorn 2011 - Chilometro a cronometro: 5º
Melbourne 2012 - Chilometro a cronometro: 7º
Melbourne 2012 - Keirin: 25º
Minsk 2013 - Chilometro a cronometro: 3º
Cali 2014 - Chilometro a cronometro: 2º
Cali 2014 - Keirin: 4º
Saint-Quentin-en-Yvelines 2015 - Chilometro a cronometro: 2º
Saint-Quentin-en-Yvelines 2015 - Velocità a squadre: 3º
Saint-Quentin-en-Yvelines 2015 - Keirin: 17º
Londra 2016 - Velocità a squadre: 3º
Londra 2016 - Chilometro a cronometro: vincitore
Londra 2016 - Keirin: vincitore
Hong Kong 2017 - Keirin: 7º
Hong Kong 2017 - Chilometro a cronometro: 5º
Apeldoorn 2018 - Velocità a squadre: 5º
Apeldoorn 2018 - Keirin: 12º
Apeldoorn 2018 - Chilometro a cronometro: non partito
Pruszków 2019 - Keirin: 23º
Berlino 2020 - Chilometro a cronometro: 10º
Roubaix 2021 - Velocità a squadre: 3º
Roubaix 2021 - Chilometro a cronometro: 3º
Roubaix 2021 - Keirin: 13º
- Giochi olimpici

Rio de Janeiro 2016 - Velocità: 5º
Rio de Janeiro 2016 - Keirin: 4º
Rio de Janeiro 2016 - Velocità a squadre: 5º

### Competizioni europee
- Campionati europei

Panevėžys 2012 - Velocità a squadre: vincitore
Panevėžys 2012 - Keirin: 2º
Baie-Mahault 2014 - Velocità a squadre: vincitore
Baie-Mahault 2014 - Chilometro a cronometro: 2º
Baie-Mahault 2014 - Keirin: vincitore
Grenchen 2015 - Velocità a squadre: 3º
Grenchen 2015 - Chilometro a cronometro: 2º
Berlino 2017 - Velocità a squadre: 2º
Berlino 2017 - Chilometro a cronometro: 2º
Berlino 2017 - Keirin: 8º
Glasgow 2018 - Velocità a squadre: 3º
Glasgow 2018 - Chilometro a cronometro: 2º
Glasgow 2018 - Keirin: 7º
Grenchen 2021 - Chilometro a cronometro: 4º
Grenchen 2021 - Keirin: 3º